# Ляховский Борок
Ляховский Борок — поселок в Балахнинском муниципальном округе Нижегородской области.

## География
Поселок находится в западной части Нижегородской на расстоянии менее 2 километров (по прямой) на северо-запад от поселка Большое Козино. 

## История
До 2020 года входил в городское поселение Рабочий посёлок Большое Козино  Балахнинского района до его упразднения.

## Население
Постоянное население составляло 15 человек (русские 100%) в 2002 году, 13 в 2010.